# エコー・ド・パリ
『エコー・ド・パリ』 (L'Écho de Paris) は、パリで1884年から1944年までの間刊行された日刊紙。
1884年3月12日に創刊された。
保守主義・ナショナリズムを基調とし、後に保守政党フランス社会党 (Parti social français) と接近した。執筆陣には、オクターヴ・ミルボー、アンリ・ド・ケリリス、ジョルジュ・クレマンソー、アンリ・ボルドー、フランソワ・ミッテラン、ジェローム・タロー、ジャン・タローなどがいた。
『エコー・ド・パリ』としての刊行は1938年3月28日までで、『ジュール』(Le Jour) 紙と統合して、同年10月4日から、「ジュール＝エコー・ド・パリ」と改称して刊行が続けられた。